# Princesse Kunegunda
 (novembre 2015).
La Princesse Kunegunda est l’héroïne d’une légende des Sudètes qui aurait vécu dans le Château de Chojnik (en) en Pologne. Afin d’éviter de se marier, elle imposa à ses prétendants d’effectuer le tour du mur d’enceinte du château à cheval et complètement armés. La difficulté principale de cette épreuve venait de l’étroitesse d’un des murs du château qui surplombait une falaise. De nombreux chevaliers périrent en tentant d’accomplir cette tâche jusqu’à ce qu’un chevalier, après avoir réussi le parcours, rejette l’amour de la princesse. À la suite de cela, Kunegunda se jeta dans le vide.
Cette légende a constitué le point de départ de plusieurs contes rédigés par des auteurs polonais et étrangers comme Adam Mickiewicz et Friedrich von Schiller.

## Légende
Kunegunda était une belle princesse vivant dans un château qui dominait la ville de Chojnik. Après la mort de son père, elle régna à son tour sur le château, passant ses journées à pratiquer ses deux passions : la chasse au cerf et les promenades à cheval. Sa beauté et sa richesse attirèrent de nombreux nobles prétendants qui souhaitaient l’épouser, cependant elle déclara qu’elle se marierait uniquement avec le chevalier capable de parcourir à cheval, le mur d’enceinte du château, revêtu d’une armure et muni d’un casque, d’un bouclier et d’une épée. Elle savait que le mur près du précipice était très étroit et qu’il était impossible d’accomplir cette tâche. De nombreux chevaliers s’y essayèrent et périrent. Kunegunda aimait regarder les hommes mourir en essayant de la séduire. Après quelques années, il fut admis que toute tentative relevait du suicide et plus personne n’osa courtiser Kunegunda. La princesse menait une vie calme dans son château jusqu’à la venue d’un preux chevalier. Aux portes du château, l’homme promit de réussir le tour complet sur le mur. Au cours de la soirée, alors qu’il dînait, le chevalier se lança dans un très intéressant récit de son voyage et de nombreux serviteurs vinrent dans sa chambre pour l’écouter. Kunegunda, prévenue par sa servante, souhaitait entendre l’histoire mais elle était trop fière pour s’attabler avec les serviteurs. Elle ne pouvait pas non plus inviter le nouveau venu dans sa chambre pendant la soirée. Kunegunda enfila alors une tenue de servante et se cacha dans un coin de la pièce pour passer inaperçue. Le chevalier parla de sa famille et sa ville, Cracovie.
Kunegunda réalisa qu’elle était tombée amoureuse de cet homme qui périrait sans nul doute le jour suivant. Pendant la nuit, la princesse désespérée envoya sa servante porter un message au chevalier lui annonçant qu’elle renonçait lui à faire passer l’épreuve et qu’elle souhaitait l’épouser. L’homme lui répondit qu’il ne revenait jamais sur ses promesses et qu’il accomplirait la tâche.
À l’aube du jour suivant, Kunegunda fut réveillée par le son des trompettes, signe que le chevalier chevauchait déjà son cheval. Lorsqu’il approcha du passage le plus périlleux, la princesse implora Dieu et Sainte Kunegunda de venir en aide au chevalier. Elle s’évanouit finalement puis se réveilla en entendant des acclamations et des rires. La princesse accourut vers le chevalier et jura de le prendre pour époux. Cependant, au grand dam de Kunegunda, le chevalier déclara qu’il n’était pas venu pour l’épouser mais pour réussir le tour des murs du château et ainsi mettre fin à la cruauté de la princesse, responsable de la mort de nombreux braves hommes capables de défendre de nobles causes et de devenir des héros. Il proclama que jamais il ne pourrait épouser une femme coupable du péché de meurtre puis quitta Chojnik.
Il existe trois fins différentes pour cette légende. La version la plus populaire raconte que la princesse se jeta dans le vide afin d’éviter d’avoir à affronter cette humiliation. Elle mourut et son corps fut transporté en enfer par le diable. Ainsi, la route reliant le château au précipice est nommée « Droga Kunegundy » (« Route de Kunegunda ») ou « Droga przez piekło » (« Route de l’enfer »). La vallée entourant cette route est nommée « Piekielna Dolina » (« Vallée infernale »).
Dans la seconde version Kunegunda mourut dans le monastère où elle s’était installée en signe d’expiation.
La troisième version explique que Kunegunda épousa un chevalier allemand du nom d’Elwardt von Ehrbach, qui avait voyagé à ses côtés vêtu d’habits de serviteurs. Kunegunda abattit le mur surplombant la falaise et paya des messes pour le salut de l’âme des chevaliers défunts. Souhaitant faire oublier sa cruauté passée, elle fit l’aumône à de nombreuses personnes.

## Princesse Kunegunda dans la littérature
- Friedrich von Schiller s’est inspiré de l’histoire de la princesse Kunegunda dans « Der Handschuh ». Adam Mickiewicz le traduit en polonais sous le titre « Rękawiczka » et a renommé l’héroïne Marta[2].
- Theodor Körner - ballade « Der Kynast »[2]
- Friedrich Rückert - ballade « Die Begrüssung auf dem Kynast »[2]
- Józef Sykulski – « Kunegunda księżniczka na zamku Kynast »[2]